# Aglaophyton major
Aglaophyton major es una especie extinta de planta que vivió durante el Devónico inferior. Esta especie fue clasificada por primera vez en 1917 como Rhynia major a partir de los trabajos de Kidston y Lang, y posteriormente renombrada tras nuevos análisis en 1986. A partir de los datos suministrados por el yacimiento de Rhynie Chert donde fue descubierta ha sido posible determinar que esta especie vegetal vivía sobre sustratos ricos en materia orgánica y con gran humedad ambiental.

## Morfología
Aglaophyton major poseía un rizoma horizontal subterráneo y tallos verticales cilíndricos similares a los de Rhynia. Los tallos tenían característicamente unos 6 milímetros de grosor y podían alcanzar hasta 15 cm de altura presentando ramificación dicótoma. La epidermis suele ser lisa y presenta estomas con dos células de guarda de forma arriñonada.
Interiormente está compuesto por una corteza exterior de células alargadas de tamaño uniforme, una corteza inferior de células más laxas con amplios espacios intercelulares ocupados por endomicorrizas de tipo arbuscular-arveolar.
El sistema vascular está articulado mediante un eje central de xilema alrededor del cual se disponen los vasos del floema en la conformación llamada protostela. La disposición de estos vasos conductores indujo a su primera inclusión dentro de Rhynie pero análisis posteriores determinaron que las células de estas células conductoras poseían engrosamientos secundarios que los asemejaban a los hidroides de los briófitos.
Los rizomas se encuentran en posición subaérea apareciendo sobre la superficie del sustrato a intervalos pudiéndose diferenciar una morfología ondulada que alterna rizoma subterráneo y aéreo. Estos rizomas son cilíndricos y poseen una estructura interna similar a la de los tallos erectos poseyendo incluso estomas similares. Los rizoides son unicelulares y se localizan en la zona ventral del rizoma creciendo a partir de protuberancias formadas en la zona a partir de las células corticales.
Los esporangios fusiformes se sitúan en el extremo de las ramas verticales y son de mayor tamaño que los de Rhynia con entre 4 y 12 milímetros de longitud máxima. Las esporas triletas no tienen ornamentación exterior y tienen un diámetro de entre 64 y 85 micras. Las esporas salen del esporangio gracias a la dehiscencia oblicua de estos últimos.
Tras la germinación de las esporas se desarrollan gametangios masculinos y femeninos de vida libre, ambos han sido identificados en el yacimiento de Rhynie Chert aunque sólo el gametangio masculino ha sido descrito y nombrado como Lyonophyton rhyniensis. Este gametofito masculino tiene una estructura parecida al del esporófito o talo principal con un eje vertical de menor tamaño sin ramificación y coronado en su extremo por una estructura en forma de taza que contendría los anteridios formadores de anterozoides o espermatozoides.